# Розамонд Макитерик
Розамонд Макитерик (енгл. Rosamond McKitterick) је једна од најистакнутијих британских медиевалиста. Предавала је средњовековну историју на Унивезитету у Кембриџу и била је члан Краљевског историјског друштва и Сасекс колеџа у Кембриџу. Највећи део њених радова односи се на франачку државу у 8. и 9. веку. Користећи различите палеографске технике изучавала је рукописе настојећи да расветли политичку, културну, интелектуалну, верску и социјалну историју раног средњег века. 

## Одабрани радови

### Аутор
- The Frankish Church and the Carolingian reforms, 789-895 (1977)
- The Frankish Kingdoms under the Carolingians, 751-987 (1983)
- The Carolingians and the Written Word (1989)
- Books, scribes and learning in the Frankish Kingdoms, sixth to ninth centuries
- The Frankish Kings and Culture in the early Middle Ages (1995)
- History and Memory in the Carolingian World (2004)
- Perceptions of the Past in the Early Middle Ages (2006)
- Charlemagne: the Formation of a European Identity (2008)

### Уредник
- (уредник) The Uses of Literacy in early medieval Europe (1990)
- (уредник) Carolingian Culture: emulation and innovation (1994)
- (уредник) The New Cambridge Medieval History, II: c.700 - c.900 (1995)
- (уредник), with Roland Quinault) Edward Gibbon and Empire (1996)
- (уредник) The Early Middle Ages, 400-1000 (2001)
- (уредник) Atlas of the Medieval World (2004)